# 捷列布利亞 (佳切夫區)
48°6′41″N 23°35′35″E / 48.11139°N 23.59306°E
泰雷布利亞（烏克蘭語：Тере́бля）是位於烏克蘭西部外喀爾巴阡州的佳奇夫區的村莊，始建於1389年，面積33平方公里，海拔高度267米，人口3,601。